# 米澤剛志
米澤 剛志（よねざわ たけし、1969年2月6日 - ）は、大阪府出身の元プロサッカー選手、教員、サッカー指導者。現役時代のポジションはディフェンダー。

## 来歴
小学校時代にサッカーを始め、南千里中学校3年時に全国中学校サッカー大会で優勝。
北陽高等学校1年時に日本ジュニアユース代表に選ばれ、同年8月のAFC U-17選手権1985予選、1985年2月の本大会に出場した。高校選手権では1年時にベスト8（第63回）に貢献し優秀選手に選出、2年時には初戦敗退（第64回）したが、いずれも帝京高校に敗れている。
大阪体育大学を経て、1991年にヤマハ発動機サッカー部（現：ジュビロ磐田）に加入。1990-91シーズンのJSL1部第11節で追加登録され、同年10月20日に行われた1991-92シーズンJSL1部第6節の三菱自動車戦でデビュー。1992年3月21日に行われた第21節の全日空クラブ戦で初得点を決めた。JSL1部では通算7試合に出場し1得点2アシストを記録した。
プロ化によりジュビロ磐田へ以降後もチームに在籍し、日本プロサッカーリーグ昇格後の1994年4月27日に行われたサントリーシリーズ第12節の名古屋グランパスエイト戦で初出場、同年6月1日に行われたサントリーシリーズ第18節の浦和レッドダイヤモンズ戦で初得点を決めた。
1995年まで磐田に在籍した後、1996年にガンバ大阪に移籍したが出場機会はなく、同年限りで退団。1997年には大分トリニティ（現：大分トリニータ）に移籍するも、同年限りで退団。腰の状態が悪化しプレーの継続が困難となったため現役を引退した。
引退後は様々な職業を経て教員となり、岐阜県立羽島北高校などに勤務。2018年からは岐阜県立岐阜工業高等学校で体育教諭とサッカー部の監督を務めている。

## 所属クラブ
- 吹田市立南千里中学校
- 北陽高等学校
- 大阪体育大学
- 1991年 - 1995年 ヤマハ発動機 / ジュビロ磐田
- 1996年 ガンバ大阪
- 1997年 大分トリニティ

## 個人成績
| 国内大会個人成績 | 国内大会個人成績 | 国内大会個人成績 | 国内大会個人成績 | 国内大会個人成績 | 国内大会個人成績 | 国内大会個人成績 | 国内大会個人成績 | 国内大会個人成績 | 国内大会個人成績 | 国内大会個人成績 | 国内大会個人成績 |
| 年度             | クラブ           | 背番号           | リーグ           | リーグ戦         | リーグ戦         | リーグ杯         | リーグ杯         | オープン杯       | オープン杯       | 期間通算         | 期間通算         |
| 年度             | クラブ           | 背番号           | リーグ           | 出場             | 得点             | 出場             | 得点             | 出場             | 得点             | 出場             | 得点             |
| 日本             | 日本             | 日本             | 日本             | リーグ戦         | リーグ戦         | リーグ杯         | リーグ杯         | 天皇杯           | 天皇杯           | 期間通算         | 期間通算         |
| ---------------- | ---------------- | ---------------- | ---------------- | ---------------- | ---------------- | ---------------- | ---------------- | ---------------- | ---------------- | ---------------- | ---------------- |
| 1990-91          | ヤマハ           | 28               | JSL1部           | 0                | 0                | 0                | 0                | 0                | 0                | 0                | 0                |
| 1991-92          | ヤマハ           | 19               | JSL1部           | 7                | 1                | 1                | 0                | 0註1             | 0                | 8                | 1                |
| 1992             | ヤマハ           |                  | 旧JFL            |                  |                  | -                | -                | 2                | 1                |                  |                  |
| 1993             | ヤマハ           |                  | 旧JFL            | 12               | 2                | 0                | 0                |                  |                  |                  |                  |
| 1994             | 磐田             | -                | J                | 16               | 4                | 0                | 0                |                  |                  |                  |                  |
| 1995             | 磐田             | -                | J                | 19               | 1                | -                | -                |                  |                  |                  |                  |
| 1996             | G大阪            | -                | J                | 0                | 0                | 0                | 0                | 0                | 0                | 0                | 0                |
| 1997             | 大分             | 33               | 旧JFL            |                  |                  |                  |                  |                  |                  |                  |                  |
| 通算             | 日本             | 日本             | J                | 35               | 5                | 0                | 0                |                  |                  |                  |                  |
| 通算             | 日本             | 日本             | JSL1部           | 7                | 1                | 1                | 0                | 0                | 0                | 8                | 1                |
| 通算             | 日本             | 日本             | 旧JFL            | 12               | 2                |                  |                  |                  |                  |                  |                  |
| 総通算           | 総通算           | 総通算           | 総通算           | 47               | 7                |                  |                  |                  |                  |                  |                  |

註1 1回戦の大阪体育大学戦のメンバーについては不明。
その他の公式戦
- 1991年
  - コニカカップ 1試合0得点
- 1992年
  - ゼロックス・チャンピオンズ・カップ 1試合0得点